# Maschinenbau-Gesellschaft Karlsruhe

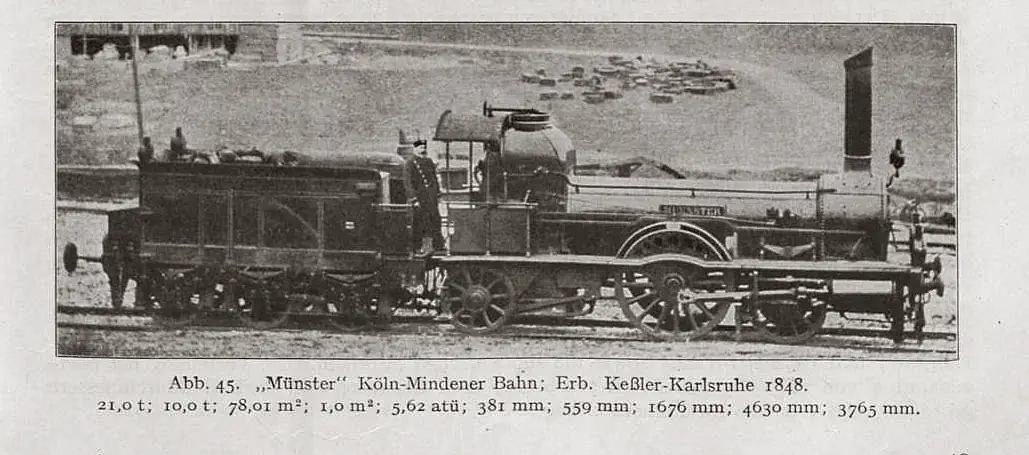
Lok "Münster" der CME von 1845

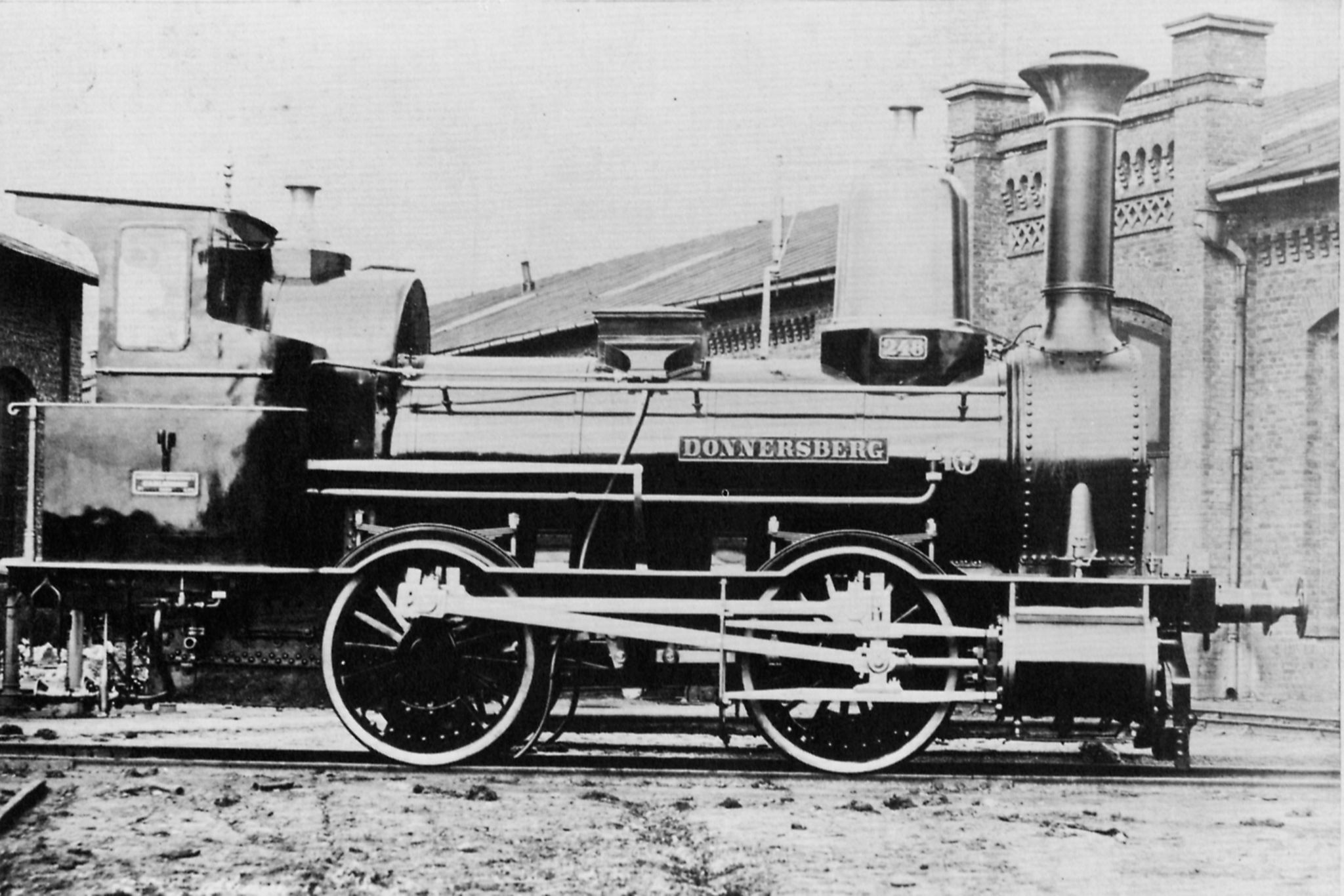
Lokomotive Donnersberg 1870, Fabriknr. 479

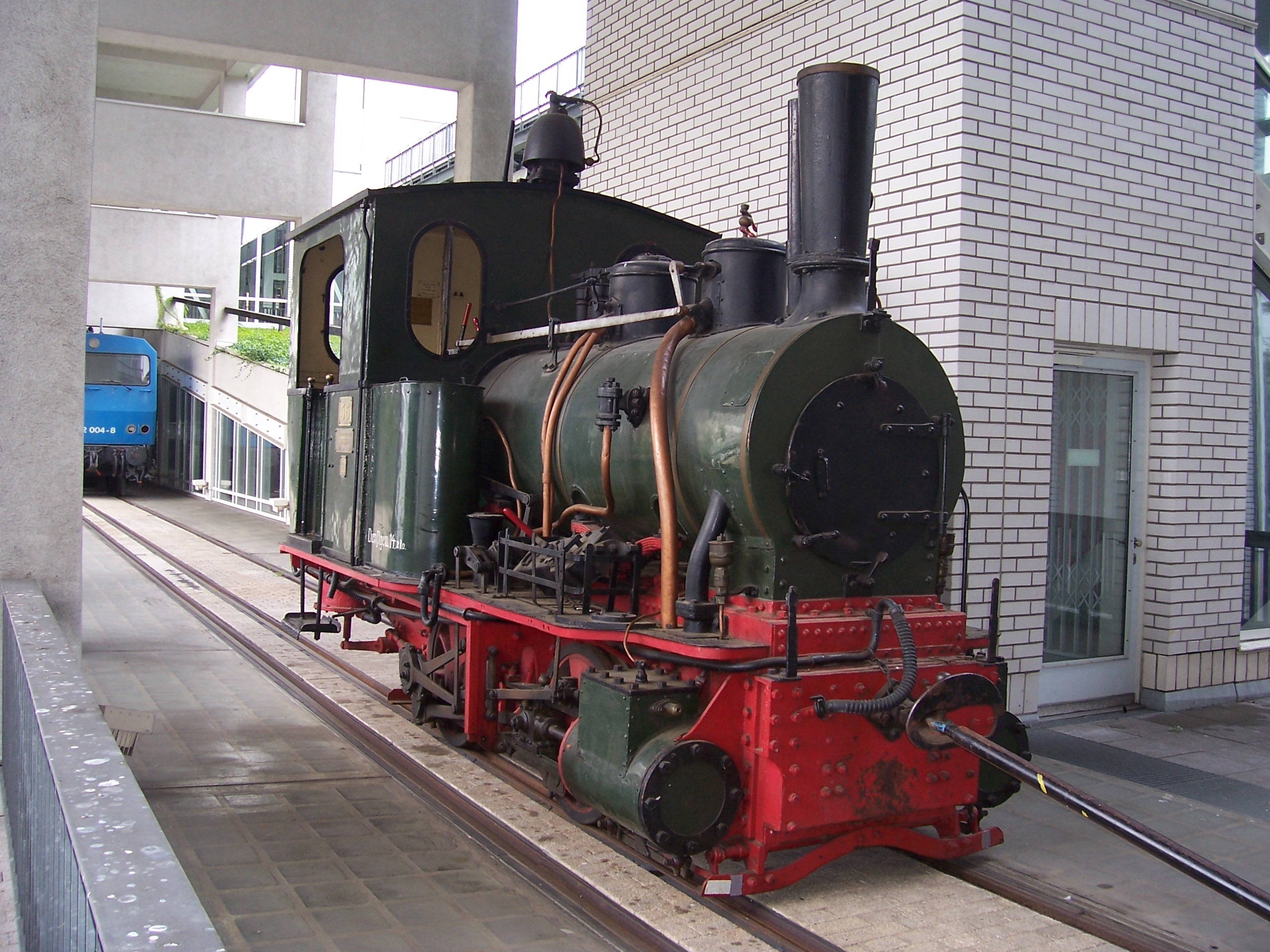
OEG Dampflok 56 in Technoseum Mannheim

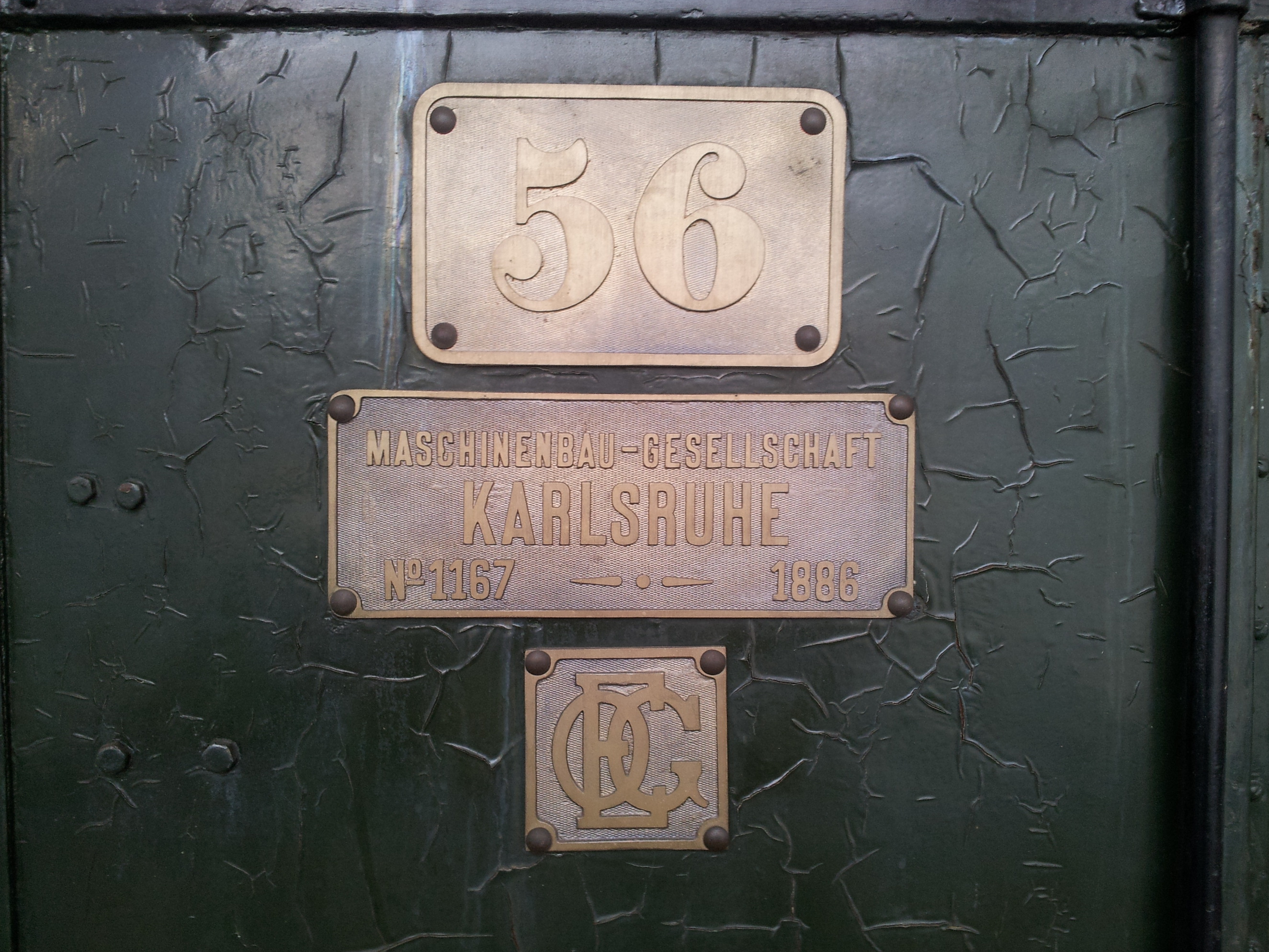
OEG Dampflok 56 Fabriknr. 1167

Die Maschinenbau-Gesellschaft Karlsruhe war ein 1929 in Insolvenz gegangener Hersteller von Dampflokomotiven und Eisenbahnwagen.

## Gründung
Die Wurzeln des Unternehmens lassen sich auf das Jahr 1836 zurückführen, als die Unternehmer Emil Keßler und Theodor Martiensen eine von Jakob Friedrich Messmer 1833 gegründete mechanische Werkstätte in Karlsruhe erwarben. Im folgenden Jahr wurde der Betrieb in „Maschinenfabrik von Emil Kessler & Theodor Martiensen“ umbenannt. Nach der Eröffnung der ersten badischen Eisenbahnstrecke im Dezember 1841 konnte als erste in Baden hergestellte Dampflokomotive, die Badenia, an die Badische Staatseisenbahnen abgeliefert werden.
1842 übernahm Emil Keßler die Fabrik als Alleininhaber. Am 13. März 1846 gründete er ein zweites Unternehmen in Esslingen, die „Maschinenfabrik Esslingen“. Ende 1847 musste der Geldgeber Keßlers, das Bankhaus Haber, Konkurs anmelden. Die gewährten Kredite des Karlsruher Betriebes sollten zurückbezahlt werden. Der Versuch, den Betrieb in Karlsruhe durch eine Übernahme durch das Esslinger Unternehmen zu retten, scheiterte. Auch tat sich die Badische Landesregierung mit der Entscheidung schwer, die Maschinenfabrik in Karlsruhe zu unterstützen. Letztendlich wurde die Firma am 20. Juli 1848 in eine Aktiengesellschaft mit dem neuen Namen Aktiengesellschaft Maschinenfabrik Carlsruhe umgewandelt. Keßler verlor dabei sein gesamtes Eigentum am Betrieb in Karlsruhe, blieb aber Direktor der neuen Firma. Leider war die Auftragslage schlecht. Keßler versuchte immer wieder, an die Badische Staatsbahn Lokomotiven des Karlsruher Betriebs zu verkaufen. Die Staatsbahn kaufte aber nicht genügend Dampfloks, um dessen Überleben zu sichern. Daher musste das Unternehmen am 30. Oktober 1851 schließlich liquidiert werden. Wegen seiner strategischen Bedeutung für das Großherzogtum Baden wurde es 1852 vom badischen Staat übernommen. Am 2. Mai 1852 Jahres zog Keßler nach Esslingen um. Keßler und die Maschinenfabrik Karlsruhe gingen nun getrennte Wege.

## Neuanfang
Die nun als Maschinenbau-Gesellschaft Carlsruhe benannte Aktiengesellschaft lieferte 1854 die erste Lokomotive aus. Sie konnte sich nur langsam stabilisieren. Erst im Geschäftsjahr 1867/68 war man über dem Berg.
Das Unternehmen gehörte stets zu den kleineren Herstellern von Dampflokomotiven. Es wurden hauptsächlich Konstruktionen anderer Hersteller in Lizenz nachgebaut. Hauptabnehmer waren die Badischen Staatsbahnen, anfänglich auch die Bergisch-Märkische Eisenbahn-Gesellschaft, die Köln-Mindener Eisenbahn-Gesellschaft, die Rheinische Eisenbahn-Gesellschaft sowie die Königlich Hannöverschen Staatseisenbahnen. Die ersten drei Lokomotiven der Baltischen Eisenbahn wurden zwischen 1856 und 1860 von der Maschinenbau-Gesellschaft Carlsruhe hergestellt.

## Ende

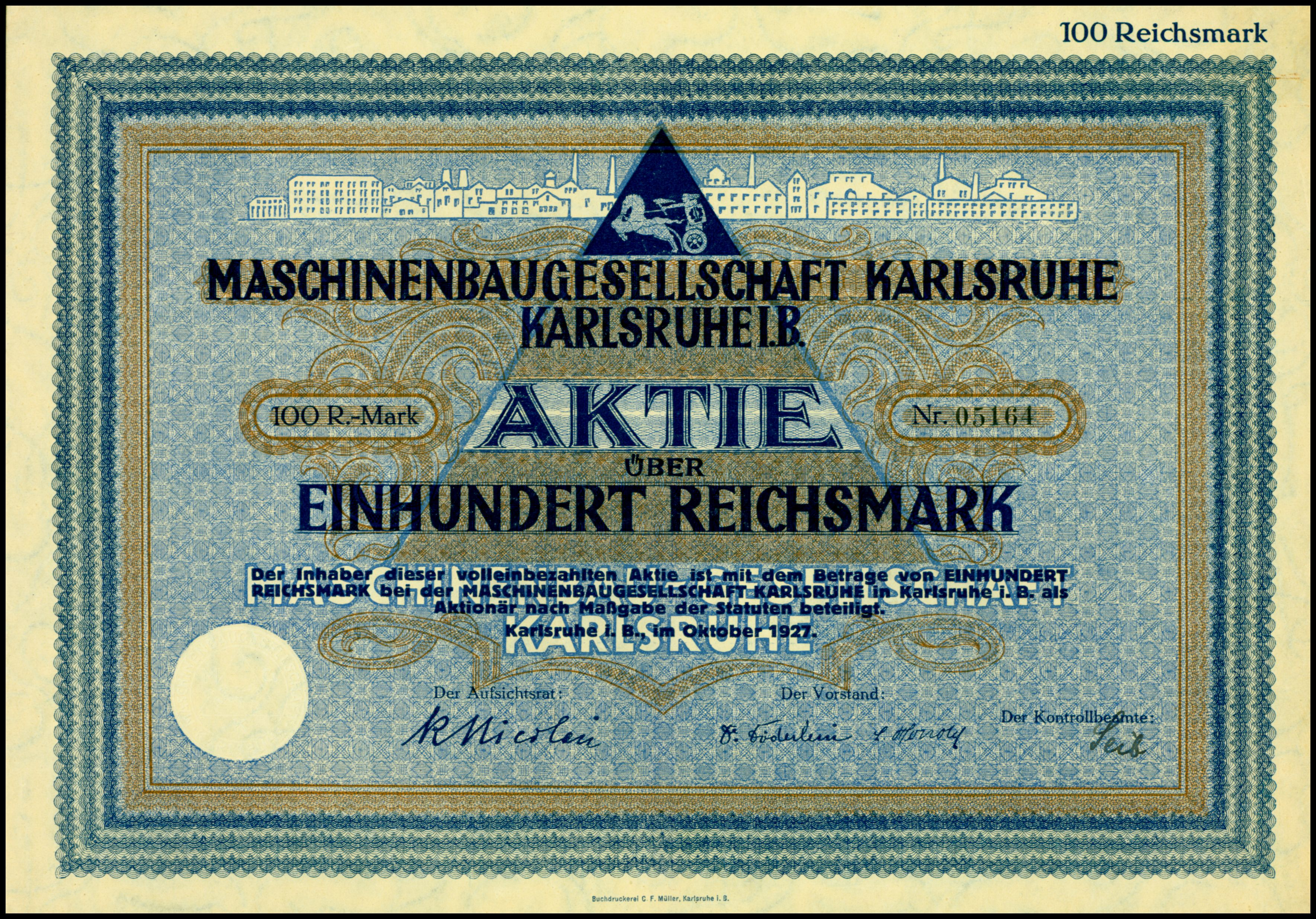
Aktie über 100 RM der Maschinenbaugesellschaft Karlsruhe vom Oktober 1927

Nach einer Phase der Vollauslastung des Werkes im Zuge des Ersten Weltkrieges folgte ab 1925 eine Absatzkrise. Die Reichsbahn bestellte über mehrere Jahre fast keine neuen Dampflokomotiven mehr. So musste 1928 der Lokomotivbau der Maschinenbau-Gesellschaft Carlsruhe eingestellt werden. Versuche, das Unternehmen durch den Bau von Diesellokomotiven zu retten, waren nicht erfolgreich. 1929 musste Insolvenz angemeldet werden. Insgesamt waren von 1842 bis 1928 in Karlsruhe 2.370 Lokomotiven gebaut worden.

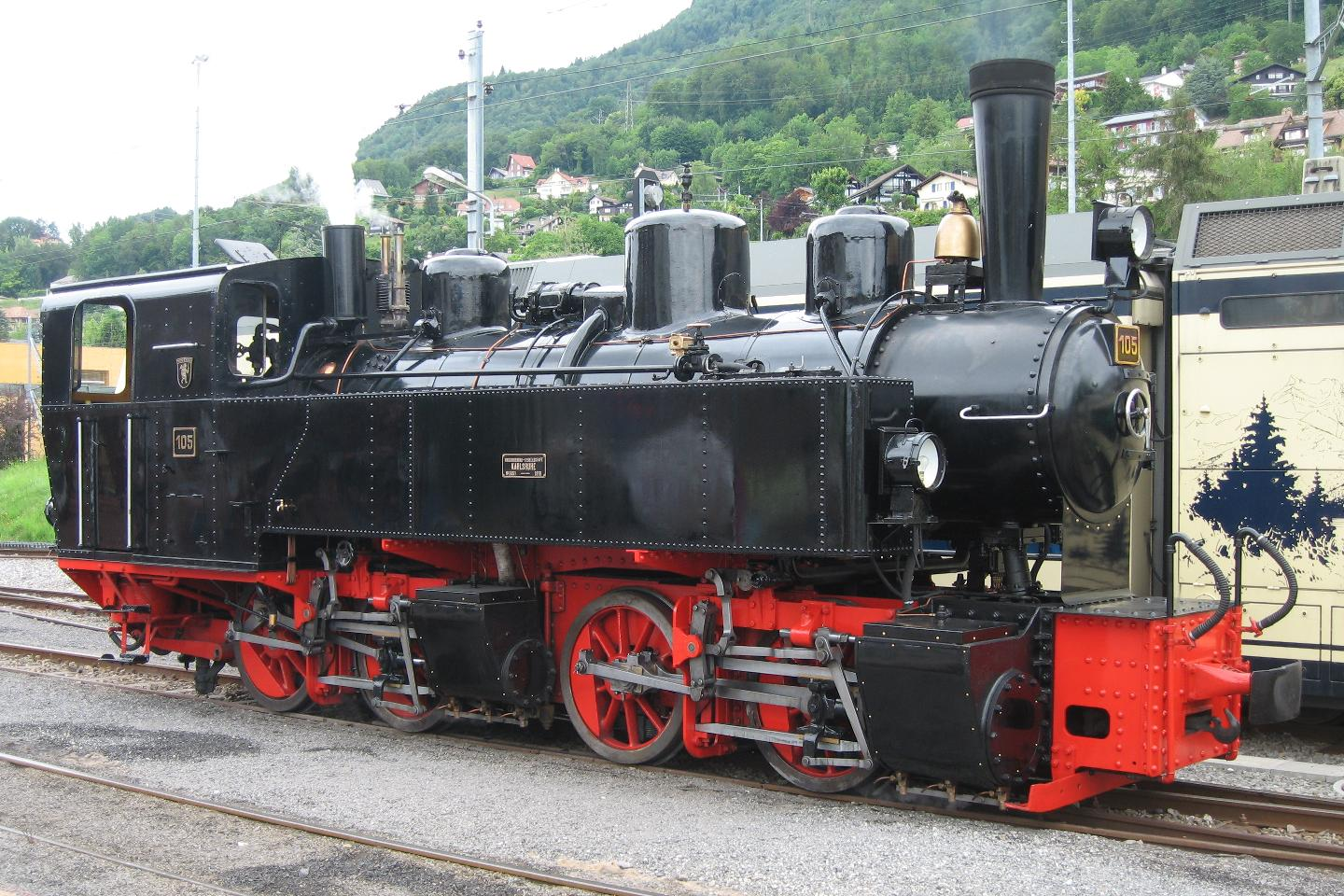
Mallet-Lok Nr. 105 der Süddeutschen Eisenbahn-Gesellschaft
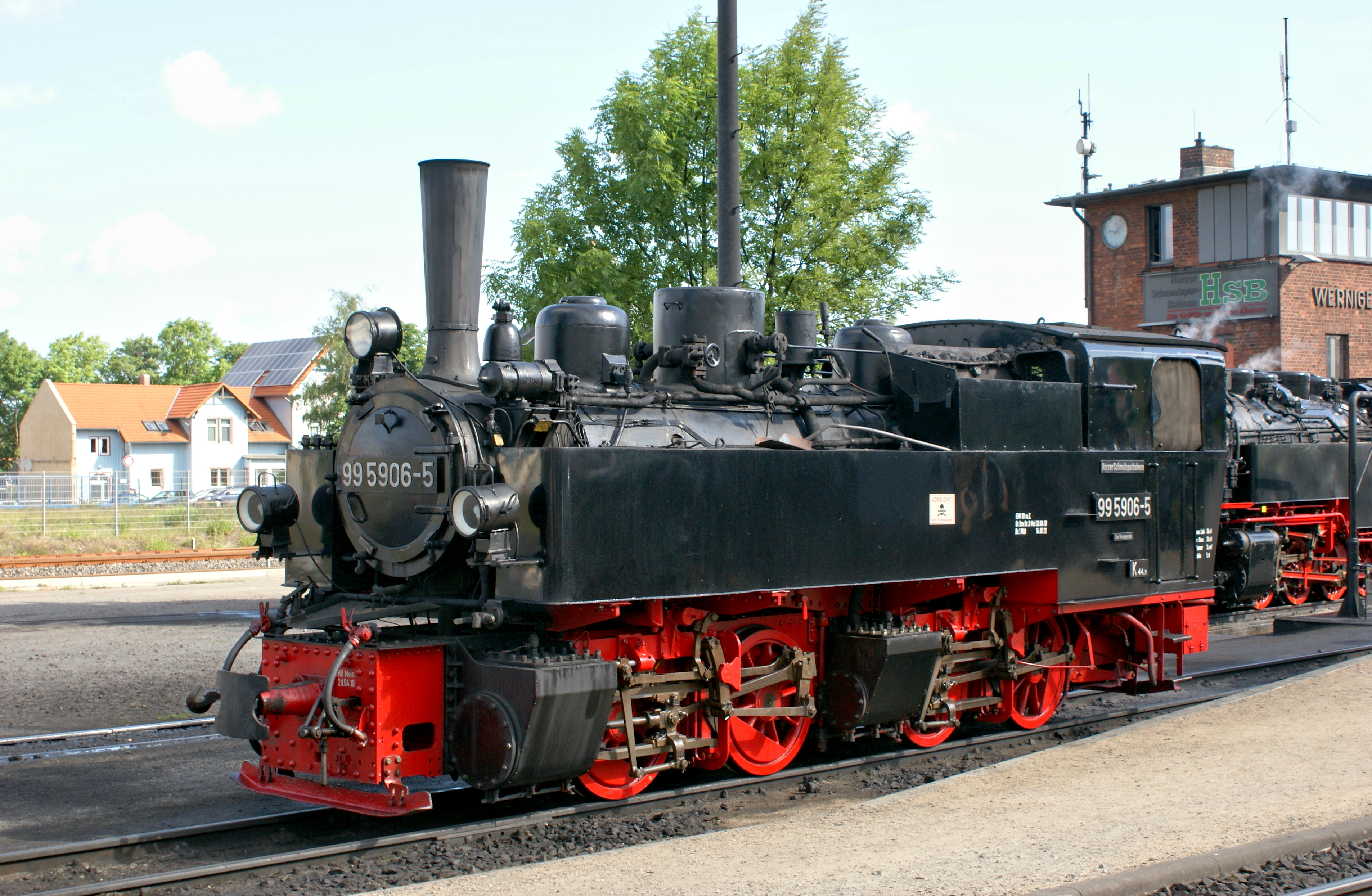
HSB-Mallet 99 5906
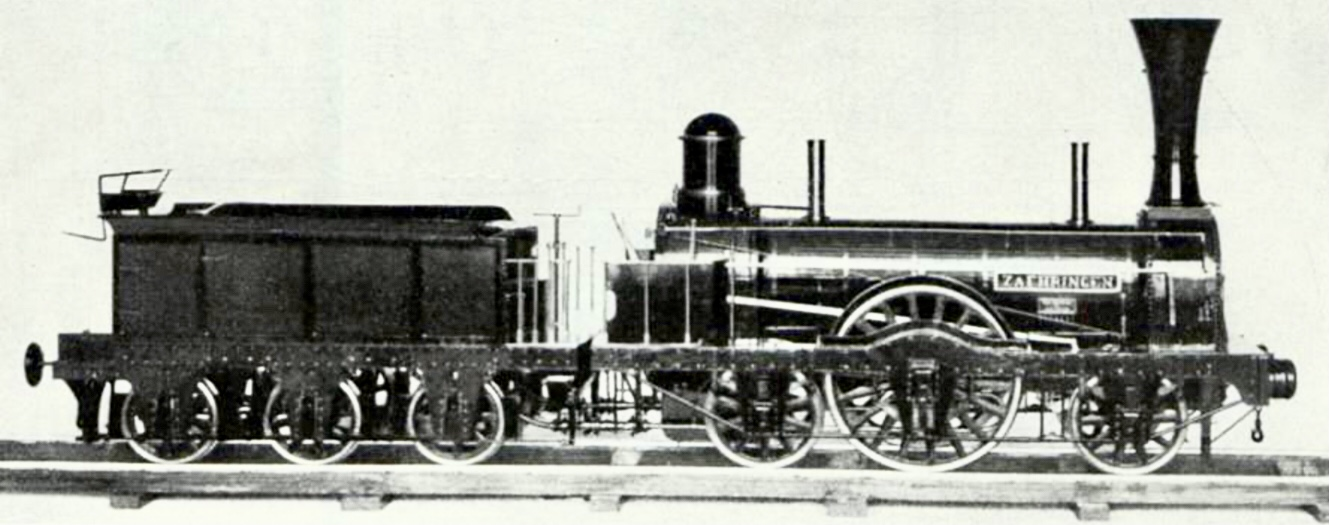
Maschinenbau-Gesellschaft Karlsruhe „Zähringen“
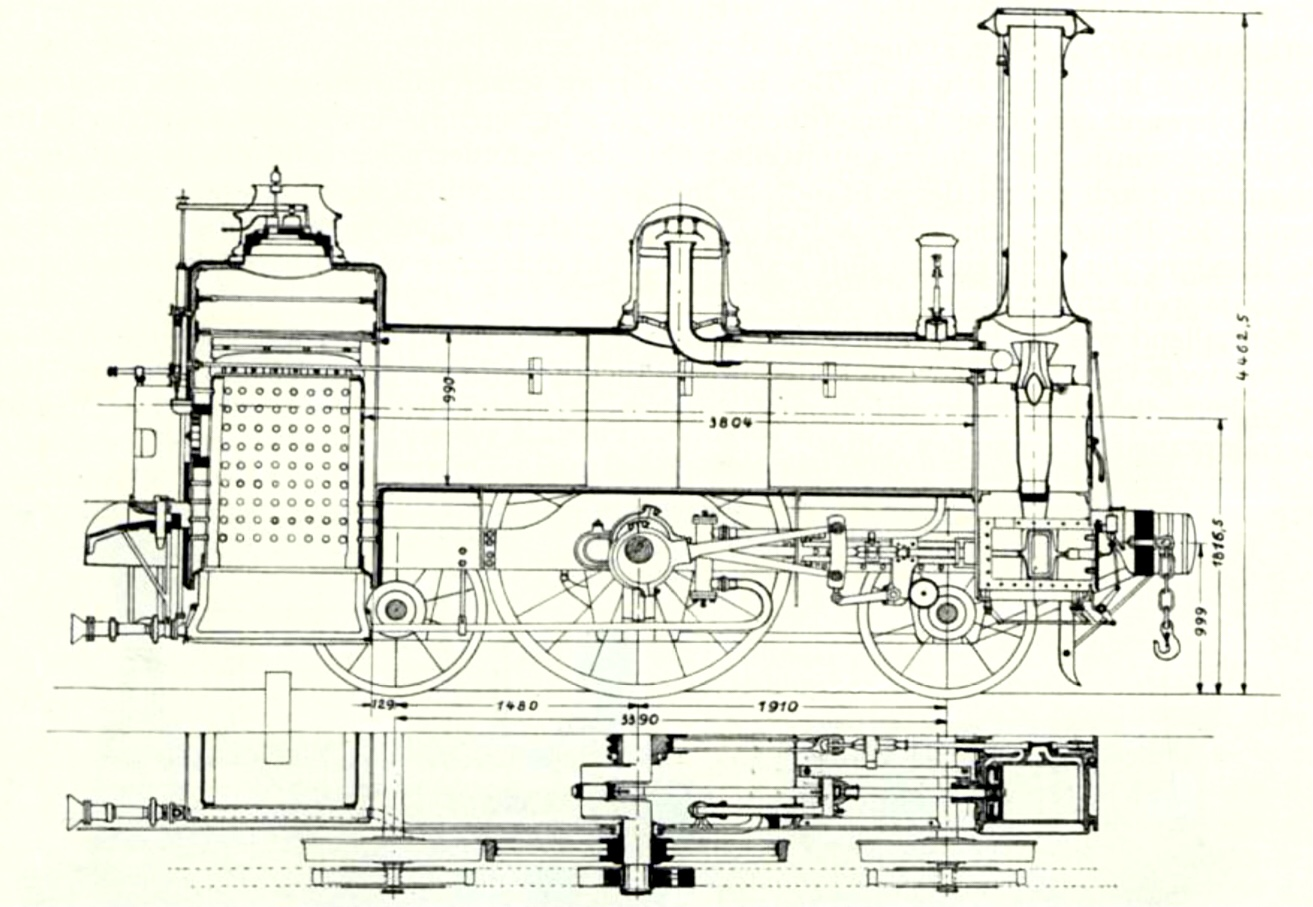
Maschinenbau-Gesellschaft Karlsruhe „Kinzig“
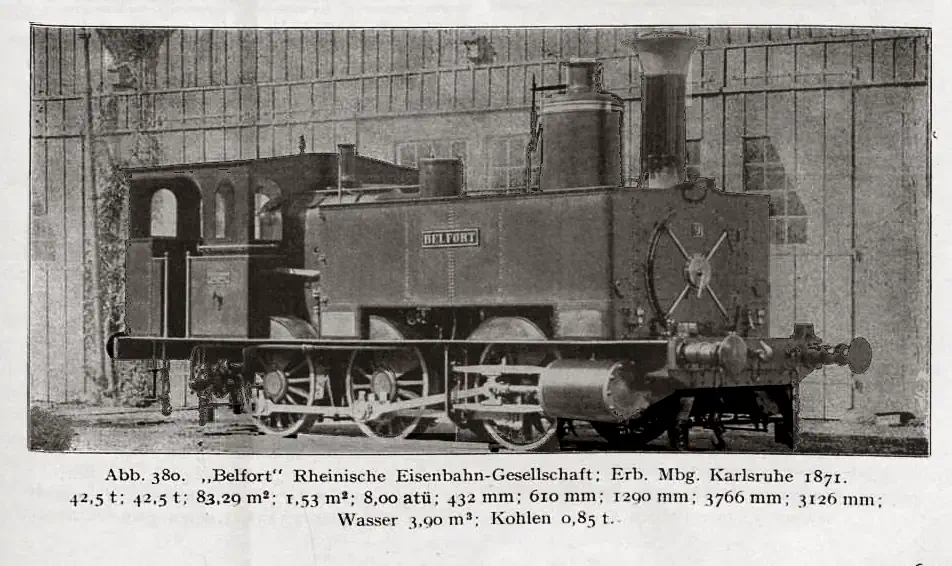
Schiebelok für die Aachener Rampe

Das Werksgelände befand sich zunächst südlich der Karlsruher Innenstadt beim Karlstor. 1902 wurde die Fabrikation auf ein neues Gelände an der Carl-Metz-Straße (damals Wattstraße 1) am Karlsruher Westbahnhof in Grünwinkel verlegt. Der Feuerwehrgerätehersteller Maschinenfabrik Carl Metz (ab 1998 Firma Rosenbauer) übernahm 1938 einen großen Teil des Werksareals. Ein Interesse des Landesamts für Denkmalpflege Baden-Württemberg an der Erhaltung des Ensembles liegt nicht vor, so dass die Gebäude bei Bedarf abgetragen werden, wie unter anderem bereits die Lokmontagehalle und zuletzt das Verwaltungsgebäude (Stand 2021), das als Hintergrund für die Werkaufnahmen der gefertigten Maschinen diente.
Vor allem in den ersten 30 Jahren ihres Bestehens arbeiteten namhafte Ingenieure bei der Karlsruher Lokomotivschmiede, nicht nur Emil Keßler, sondern auch Niklaus Riggenbach, Carl Benz, Gottlieb Daimler und Wilhelm Maybach.
Siehe auch: Der Rhein (Lokomotive)